# آریوویستوس

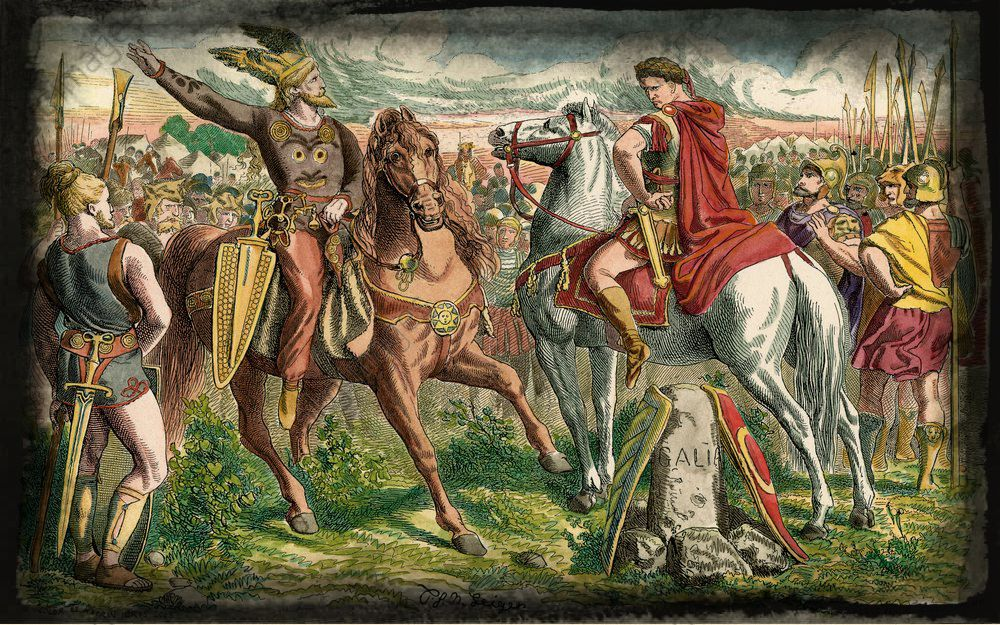
سزار و آریوویستوس یکدیگر را پیش از نبرد ملاقات می‌کنند. نقاشی از پیتر یوهان نیپوموک گایگر

آریوویستوس (به لاتین: Ariovistus) رهبر سوئبی‌ها و دیگر همپیمانان ژرمن در یک‌چهارم دوم سدهٔ یکم پیش از میلاد بود. او و یارانش توانستند بخش‌هایی از سرزمین گل را به دست‌آورند و با جمعیتی بسیار در منطقی گلی آلزاس ساکن‌شوند، ولی در ۵۸ (پیش از میلاد) در نبرد ووسگس از ژولیوس سزار شکست‌خوردند و به آن سوی راین پس‌رانده‌شدند.

## واژه‌شناسی
نام آریوویستوس را لاتین‌شده نامی آلمانی می‌دانند. بر این پایه -Ario برداشت لاتینی Heer به معنای میزبان یا گروه و vistus- دگرگون‌شدهٔ Fürst به معنای شاهزاده یا فرمانروا می‌باشد؛ پس آریوویستوس به معنای فرمانروای سپاه می‌باشد.